# Croton floccosus
Croton floccosus là một loài thực vật có hoa trong họ Đại kích. Loài này được B.A.Sm. mô tả khoa học đầu tiên năm 2006.